# Amfreville-sur-Iton
Amfreville-sur-Iton ist eine französische Gemeinde mit 882 Einwohnern (Stand 1. Januar 2022) im Département Eure in der Region Normandie (vor 2016 Haute-Normandie); sie gehört zum Arrondissement Les Andelys und zum Kanton Pont-de-l’Arche. Die Einwohner werden Amfrevillois genannt.

## Geographie
Amfreville-sur-Iton liegt etwa 27 Kilometer südsüdöstlich von Rouen. Der Iton begrenzt die Gemeinde im Süden. Umgeben wird Amfreville-sur-Iton von den Nachbargemeinden Le Mesnil-Jourdain im Nordwesten und Norden, Acquigny im Norden, Osten und Süden, Hondouville im Südwesten und Westen sowie Canappeville im Nordwesten.

## Bevölkerungsentwicklung
| Jahr                       | 1962 | 1968 | 1975 | 1982 | 1990 | 1999 | 2006 | 2013 | 2019 |
| Einwohner                  | 426  | 367  | 367  | 489  | 633  | 716  | 765  | 777  | 859  |
| Quellen: Cassini und INSEE |      |      |      |      |      |      |      |      |      |

## Sehenswürdigkeiten
- Kirche Notre-Dame aus dem 12. Jahrhundert, Umbauten aus dem 15./16. Jahrhundert, Monument historique seit 1955
- Pfarrhaus aus dem 18. Jahrhundert
- Schloss Amfreville aus dem 18./19. Jahrhundert, seit 1977/1994 Monument historique

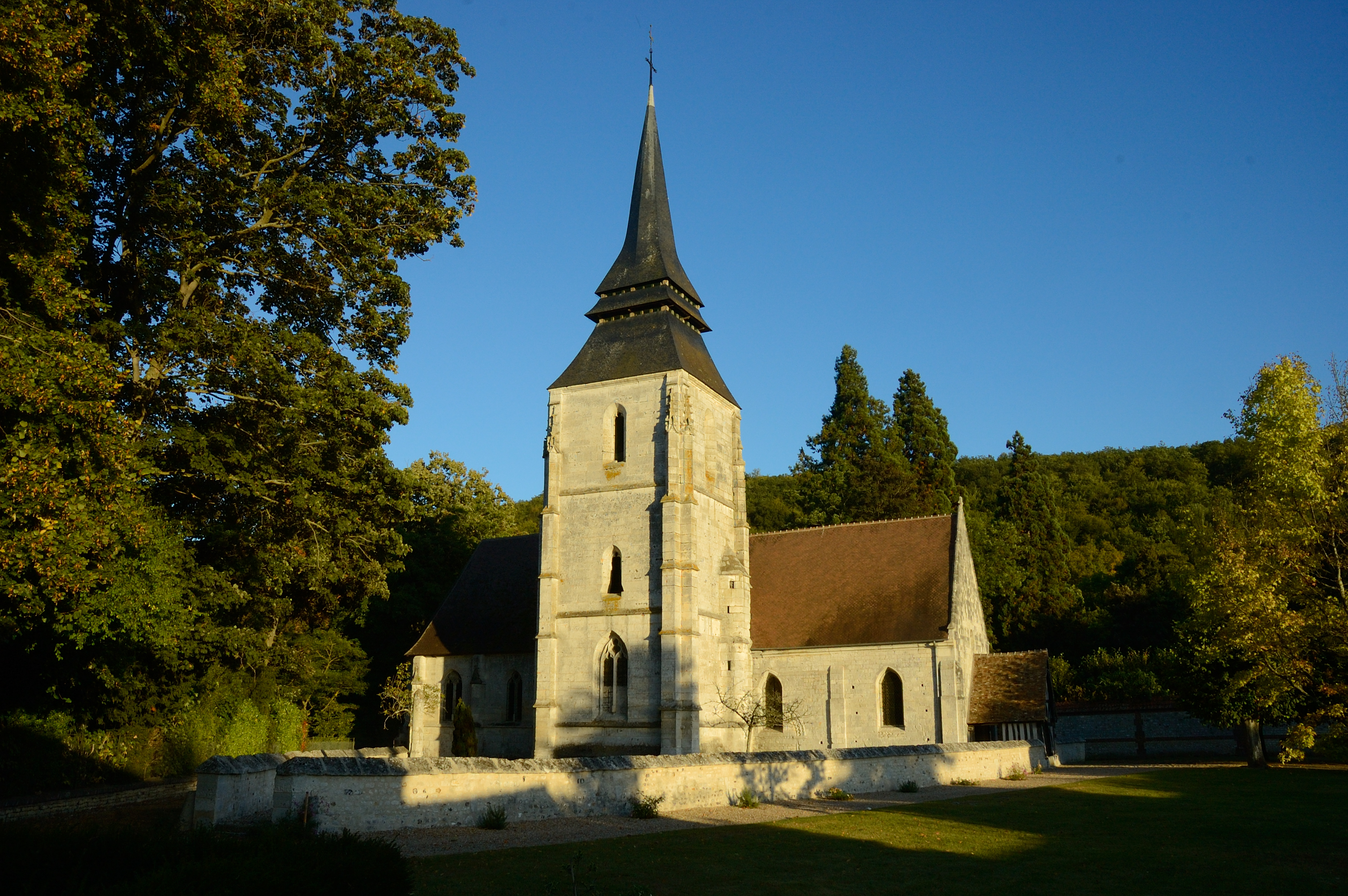
Kirche Notre-Dame
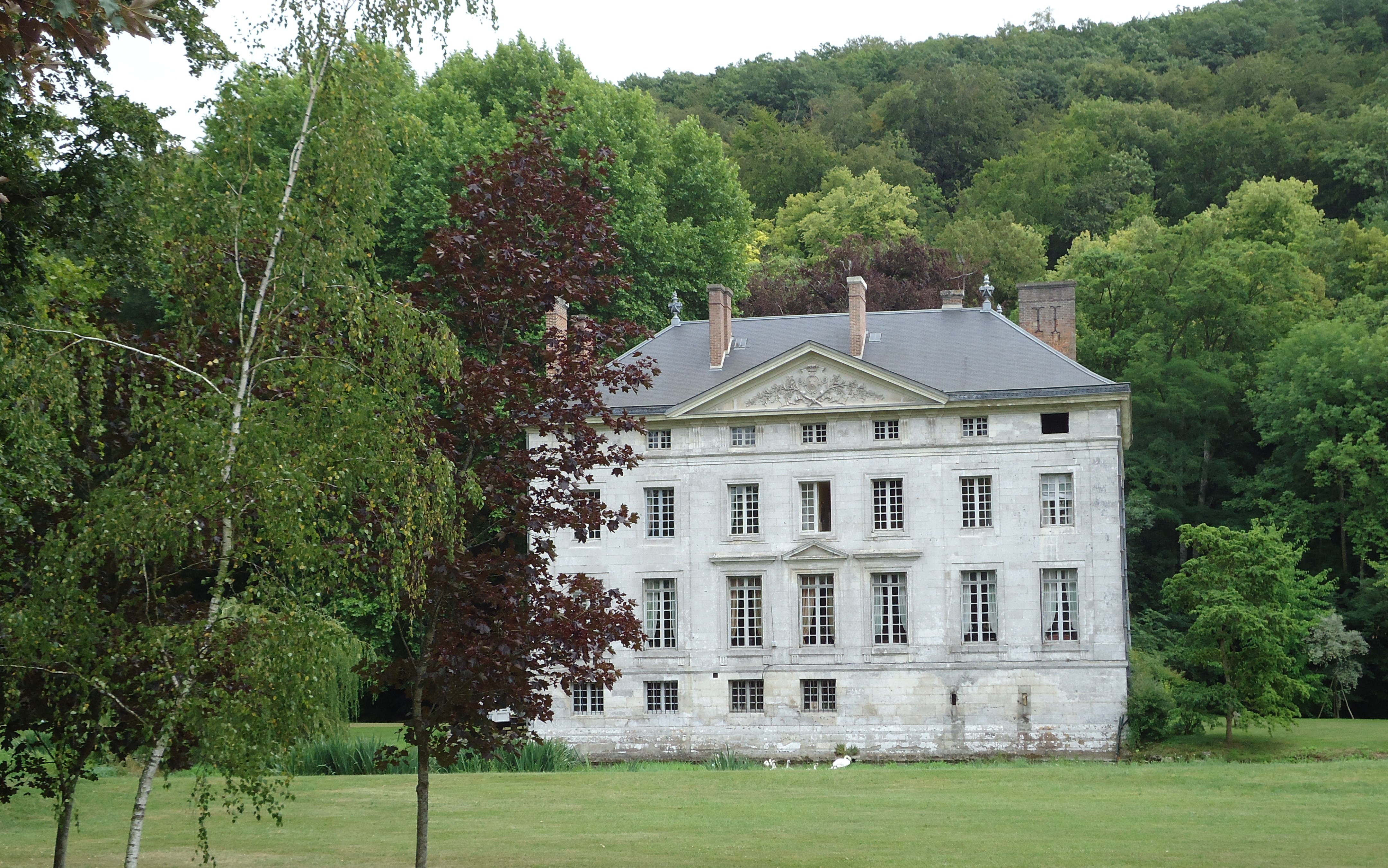
Schloss Amfreville